# TMEM50A
TMEM50A (англ. Transmembrane protein 50A) – білок, який кодується однойменним геном, розташованим у людей на короткому плечі 1-ї хромосоми.  Довжина поліпептидного ланцюга білка становить 157 амінокислот, а молекулярна маса — 17 400.
| 10         |  | 20         |  | 30         |  | 40         |  | 50         |
| ---------- |  | ---------- |  | ---------- |  | ---------- |  | ---------- |
| MSGFLEGLRC |  | SECIDWGEKR |  | NTIASIAAGV |  | LFFTGWWIII |  | DAAVIYPTMK |
| DFNHSYHACG |  | VIATIAFLMI |  | NAVSNGQVRG |  | DSYSEGCLGQ |  | TGARIWLFVG |
| FMLAFGSLIA |  | SMWILFGGYV |  | AKEKDIVYPG |  | IAVFFQNAFI |  | FFGGLVFKFG |
| RTEDLWQ    |  |            |  |            |  |            |  |            |

A: Аланін

C: Цистеїн

D: Аспарагінова кислота

E: Глутамінова кислота

F: Фенілаланін

G: Гліцин

H: Гістидин

I: Ізолейцин

K: Лізин

L: Лейцин

M: Метіонін

N: Аспарагін

P: Пролін

Q: Глутамін

R: Аргінін

S: Серин

T: Треонін

V: Валін

W: Триптофан

Кодований геном білок за функцією належить до фосфопротеїнів. 
Задіяний у таких біологічних процесах як поліморфізм, ацетиляція. 
Локалізований у мембрані.